# Route nationale 51 (Madagaskar)
Die Route nationale 51 (RN 51) ist eine 4,6 km lange Nationalstraße nordöstlich der Hauptstadt Antananarivo in der Region Itasy im Zentrum Madagaskars. Sie zweigt rund 15 km nordöstlich von Antananarivo von der RN 3 ab und führt in nordwestlicher Richtung nach Ambohimanga-Rova.